# How to Have Sex
How to Have Sex è un film del 2023 scritto e diretto da Molly Manning Walker al suo esordio alla regia.
La pellicola è stata presentata in occasione della 76ª edizione del Festival di Cannes, dove ha vinto il primo premio nella sezione Un Certain Regard.

## Trama
Le migliori amiche sedicenni Tara, Em e Skye vanno in vacanza a Creta per la vacanza di rito dopo la fine degli esami. Mentre Em andrà al college in autunno, Tara e Skye sono meno sicure del loro futuro. Tutte le ragazze non vedono l'ora di bere, andare in discoteca e divertirsi in quella che dovrebbe essere la migliore estate della loro vita. Tara, l'unica ancora vergine del trio, sente la pressione di eguagliare le esperienze sessuali delle sue amiche.
All'albergo conoscono i giovani Badger, Paddy e Paige, con cui le ragazze trascorrono una serata all'insegna del divertimento. Per quanto Tara sia inizialmente attratta da Badger, la sera dopo accetta di seguire Paddy in spiaggia, dove perde la verginità con lui dopo essersi allontanata dalle amiche. Non essendo più tornata a casa quella notte, Em e Badger si preoccupano per lei. Al suo ritorno, Tara confessa di essere andata a letto con Paddy, ma si mostra indifferente e poco loquace. Quella sera, mentre tutti festeggiano, Tara si isola e ripensa alla notte prima, con sentimenti sempre più ambivalenti sull'accaduto.
Quando si allontana dalle amiche per tornare in camera, Badger la riaccompagna in albergo, dove i due trascorrono una serata piacevole. Quando la mattina dopo Paddy prova a fare ancora sesso con lei, Tara lo respinge, ma il ragazzo la stupra mentre è ancora addormentata, prima di essere interrotto dall'arrivo degli amici. Più tardi quel giorno le ragazze partono per tornare a casa, lasciando Badger con la crescente consapevolezza che Paddy ha stuprato Tara. All'aeroporto Tara rivela ad Em quanto successo e l'amica la conforta.

## Produzione
Nell'ottobre 2022 è stato annunciato che Mia McKenna-Bruce, Lara Peake, Shaun Thomas, Samuel Bottomley, Enva Lewis e Laura Ambler avrebbero recitato in un film scritto e diretto da Molly Manning Walker.

## Distribuzione
Il film ha avuto la sua prima il 19 maggio 2023 in occasione della 76ª edizione del Festival di Cannes, dove la pellicola è stata presentata nella sezione Un Certain Regard. Successivamente è stato distribuito sulla piattaforma MUBI dal 29 dicembre dello stesso anno e nelle sale italiane a partire dal 1º febbraio 2024.

## Riconoscimenti
- 2023 - Festival di Cannes
  - Premio Un Certain Regard
  - In concorso per la Queer Palm
  - In concorso per il Caméra d'or
- 2023 – British Independent Film Awards[5]
  - Miglior interpretazione protagonista a Mia McKenna-Bruce
  - Miglior interpretazione non protagonista a Shaun Thomas
  - Miglior casting a Isabella Odoffin
  - Candidatura per il miglior film indipendente britannico
  - Candidatura per il miglior regista a Molly Manning Walker
  - Candidatura per il miglior regia d'esordio a Molly Manning Walker
  - Candidatura per la miglior sceneggiatura a Molly Manning Walker
  - Candidatura per la miglior sceneggiatura d'esordio a Molly Manning Walker
  - Candidatura per la miglior performance rivelazione a Mia McKenna-Bruce
  - Candidatura per la miglior interpretazione non protagonista a Samuel Bottomley
  - Candidatura per il miglior sonora a Steve Fanagan
  - Candidatura per i migliori costumi a George Buxton
  - Candidatura per il miglior trucco e acconciature a Natasha Lawes